# Сад ангельських пісень
Сад ангельських пісень — другий альбом українського колективу Піккардійська Терція.

## Перелік пісень
| #   | Назва                           | Тривалість |
| --- | ------------------------------- | ---------- |
| 1.  | «Пустельник (Кам’яна елегія)»   | 4:49       |
| 2.  | «Сад ангельських пісень»        | 4:08       |
| 3.  | «Гуцулія. Тіні забутих предків» | 3:20       |
| 4.  | «Lorelei»                       | 4:00       |
| 5.  | «Мелодія пізньої осені»         | 3:43       |
| 6.  | «Танок»                         | 2:57       |
| 7.  | «Святий Яне»                    | 5:08       |
| 8.  | «Dime nino, de quien eres»      | 1:22       |
| 9.  | «Нехай...»                      | 3:58       |
| 10. | «Слова»                         | 4:58       |
| 11. | «Берег ріки»                    | 4:20       |
| 12. | «Шаляла»                        | 4:20       |
| 13. | «Йшли корови»                   | 3:46       |
| 14. | «Я спитався...»                 | 2:39       |